# Carl Henrik Bonde
Carl Henrik (Filipsson) Bonde född 14 mars 1679, död 15 december 1722, var en svensk greve och militär.

## Biografi
Bonde föddes den 14 mars 1679 som son till vice presidenten vid Bergskollegium, greve Filip Bonde, och Ebba Fleming af Lais som deras åttonde barn och andra överlevande son. Hans far dog när han var endast ett år gammal. Han blev huvudman för ätten Bonde efter att den avlägsne släktingen Johan ("den sköne") Bonde avlidit 1695 och Carl Henriks äldre bror Erik Gustav Bonde år 1697 dött efter att ha blivit skjuten vid belägringen av Barcelona under Pfalziska tronföljdskriget. Bonde värvades år 1700 till Livdrabanterna, Karl XII:s personliga livvakt i strid. Dessa stod direkt under kungens befäl under fälttågen i Polen och Ryssland under stora nordiska kriget.
År 1709 blev han major vid det återuppsatta Smålands kavalleriregemente. Hela regementet hade tagits till fånga i nuvarande Ukraina i samband med kapitulationen vid Perevolotjna. Regementet var en del av de trupper som i december 1709 sändes för att förstärka Magnus Stenbocks armé till försvar mot den danska invasionen av Skåne och kom att deltaga i Slaget vid Helsingborg den 28 februari 1710. Under slaget var regementet uppdelat och stod med 4 skvadroner vardera i flyglarnas andra linjer. Bonde kommenderade de fyra skvadronerna i vänstra flygeln och deltog därigenom i de ryttarstriderna vid Brohuset, där den danska högerflygeln drevs på flykten. Detta möjliggjorde att det svenska kavalleriet kunde anfalla infanteritrupperna i den danska centern vilket starkt bidrog till den svenska segern. Efter slaget befordrades Bonde till överstelöjtnant vid regementet. Han begärde avsked därifrån 1712. År 1720 erhöll han överstes titel.
Bonde innehade säterierna Fituna i Sorunda socken och Jula i Utby socken, samt Källunda i Kärda socken och fideikommissen Töllstorp i Gnosjö socken. På Fituna uppförde Bonde på 1720-talet en ny manbyggnad i karolinsk stil med en tillhörande "Excellensflygel".
Bonde gifte sig den 9 juli 1711 med Ulrica Maria Sjöblad, dotter till amiral Erik Carlsson Sjöblad och Charlotta Regina Palbitski, med vilken han fick nio barn varav även sonen Jöns Axel Bonde blev militär.